# Fender White Steel
Fender White Steel je steel električna gitara koju je 1956. godine proizvela tvrtka Fender. Prvi model je predstavljen kao student model, i prodavan je zajedno, u paketu s pojačalom (bijele boje). Modeli su bili dostupni po šest, ili osam žica.

## Lap Steel
Nazivi modela koje je Fender proizveo 40-ih godina:
- Champ
- Champion
- Custom
- Dual Professional (kasniji model)
- Deluxe
- Fender Stringmaster, s 2.,3., ili 4. vrata
- K&F - (Kaufmann i Fender)
- Organ Button
- Princeton
- Studio Deluxe

Student White verzija nazvana je po Forst Whiteu, koji je u Fenderu od 1954. – 1966. godine bio na mjestu potpredsjednika, i generalnog direktora. Godine 1981. linija steel gitari prestala se proizvoditi.

## Pedal Steel
Nazivi Pedal steel modela gitara koje je Fender proizveo od ranih '50-ih, pa do kraja proizvodnje 1981. godine.
- PS210
- Artist Dual 10
- Artist Single 10
- Student Single 10
- 400
- 800
- 1000
- 2000

## Vanjske poveznice
- Lap Steel gitare, slikovni opisni sadržaj.